# Lysinibacillus sphaericus
Esta especie de bacteria fue transferida (nueva combinación), junta a otras situadas en el género Bacillus, cuando se propuso el nuevo género Lysinibacillus Ahmed et al. 2007, cuya especie tipo también fue descrita como nueva en esta publicación: Lysinibacillus boronitolerans.
Lysinibacillus sphaericus C3-41 es una bacteria Gram positiva del suelo, mesófila, que ocurre naturalmente. Fue aislada de un sitio de cría de mosquitos en China, en 1987.
Es utilizada como alternativa de control biológico de insectos, principalmente de zancudos o mosquitos transmisores de enfermedades y para la limpieza de aguas afectadas por derrames de petróleo.

## Características
En condiciones duras, Lysinibacillus sphaericus puede formar endosporas latentes que son resistentes al calor, productos químicos y luz ultravioleta. Estas esporas pueden permanecer viables durante mucho tiempo. Aunque es típicamente un anaerobio facultativo, L. sphaericus puede ser anaeróbica bajo ciertas condiciones.de cierta manera, puede presentar mutación y ser progenitora de enfermedades como es el cólera.

## Usos
Es un organismo importante estudiar, ya que puede ser utilizado como una toxina insecticida similar a la producida por Bacillus thuringiensis, que controla el crecimiento de mosquitos.  Es capaz de matar las larvas de mosquitos presentes en el agua que es rica en materia orgánica. El organismo es capaz de sobrevivir, reproducirse y liberar toxinas en el tubo digestivo de las larvas de mosquitos. Cuando las bacterias son consumidas por las larvas de mosquitos, penetran en tubo digestivo de las larvas de mosquito y, atravesando sus paredes, entran en el hemocele. Entonces, las bacterias liberan una toxina que causa que dejen de comer y mueren. Este organismo, junto con organismos similares, se utiliza en programas de control de insectos para reducir la población de especies de vectores de enfermedades, como los mosquitos Anopheles, Culex y Aedes que transmiten enfermedades como la malaria, el dengue, el chikunguña, la fiebre amarilla y el virus del Nilo Occidental.
Esta bacteria es capaz de acumular hidrocarburos y metales pesados, pues posee en su cubierta una proteína que parece una cubeta de huevos o un abrigo con huecos. Con determinadas enzimas, L. sphaericus logra reducir las moléculas de petróleo, de modo que aguas y suelos contaminados con lodos aceitosos por la explotación petrolera o derrames de petróleo vuelvan a tener vida vegetal y animal. En Colombia, se cultiva y esparce esta bacteria para eliminar la polución.
No se ha reportado patogenia o toxicidad para el ser humano, como sí ocurre con otra bacteria del mismo género, Lysinibacillus fusiformis, usada en la industria.

## Taxonomía
El nombre científico inicial para este organismo fue Bacillus sphaericus. El cambio de género fue propuesto sobre la base de la composición distintiva de peptidoglicano de la pared celular, así como los análisis filogenéticos y fisiológicos.